# Fernand Lambrecht
Fernand Lambrecht (Sint-Andries, 8 oktober 1934 – Brugge, 16 juni 2021) was een Vlaams dichter en schrijver van aforismen.

## Levensloop en publicaties
Lambrecht was leraar in het bijzonder onderwijs voor moeilijk opvoedbare kinderen.
Hij publiceerde vier dichtbundels en twee aforismenbundels: 
- Simultaan (1973, Sonneville/Nijgh & Van Ditmar), nawoord door Hedwig Speliers
- Morgen zal het woorden sneeuwen (1979, Orion)
- De grote stilte (2000, Kruispunt)
- Getijden van liefde en dood (2014, eigen beheer)
- Nachtelijke invallen (1973, Sonneville/ Nijgh & Van Ditmar), voorwoord Gerd De Ley
- Kusjes van een cynicus (1988, De Koofschep), voorwoord Gerd De Ley

Gedichten, aforismen en verhalen van hem werden gepubliceerd in de tijdschriften West-Vlaanderen, Trefpunt, Kruispunt, Nieuwe Stemmen, Yang, Betoel en Radar. Hij werd meermaals bekroond en kreeg onder andere de Basiel De Craeneprijs in 1966 voor het gedicht Apocalyptisch, later op muziek gezet door Maurits Deroo.
Fernand Lambrecht overleed in 2021 op 86-jarige leeftijd in het AZ Sint-Jan in Brugge.